# Гелена Воліньська-Брус
Гелена Волінська-Брус  (пол. Helena Wolińska-Brus, уроджена Файга Міндля Данеляк, пол. Fajga Mindla Danielak; 27 лютого 1919, Варшава — 27 листопада 2008, Оксфорд) — польський прокурор у показових процесах, на яких часто виносилися смертні вироки.

## Біографія

### Ранні роки
Народилася в єврейській родині у Варшаві (ім'я при народженні — Файга Міндля Данеляк, пол. Fajga Mindla Danielak). В 1936 році вступила до лав комуністичної молодіжної організації (пол. Komunistyczny Związek Młodzieży Polskiej, KZPM). Перед початком війни вступила на юридичний факультет Варшавського університету.

### Участь в опорі
Під час німецької окупації, втікши з варшавського гетто, вступила до лав комуністичної Народної гвардії (пол. Gwardia Ludowa, GL) (вересень 1942). Перебувала в рядах GL і потім Народної Армії (пол. Armia Ludowa, AL) до липня 1944. Керувала канцелярією головного штабу AL.

### Служба в післявоєнний період
З серпня 1944 р. по березень 1949 була начальником відділу кадрів головного управління Народної міліції Польщі. З квітня 1949 по вересень 1954 року служила в Головній військовій прокуратурі в чині підполковника, активно брала участь у показових процесах у повоєнній Польщі в якості прокурора. Брала участь у арештах і стратах учасників польської підпільної держави; у тому числі відправила на страту бригадного генерала Армії Крайової, відомого лідера польського опору Августа Фільдорфа. У 1956 році державна комісія з десталінізації дійшла до висновку про те, що Воліньська-Брус проводила тенденційні розслідування і брала участь в інсценованих процесах, на яких часто виносилися смертні вироки. Під час політичної кризи 1968 року разом з першим чоловіком виїхала до Великої Британії, де отримала громадянство.
Після краху комуністичного режиму, в період з 1989 по 2008 рік, польський уряд тричі безуспішно звертався до британських властей з клопотаннями про екстрадицію Воліньської. Офіційні звинувачення були висунуті польським Інститутом національної пам'яті.

## Особисте життя
Перший чоловік — вчений-економіст Влодзимеж Брус (уроджений Беньямін Зільберберг). Разлучилась з чоловіком під час німецької окупації, втікши з варшавського гетто. У 1942 році, вважаючи, що її чоловік мертвий, вийшла заміж за командира Народної гвардії Францишека Юзвяка, пізніше — керівного функціонера Польської об'єднаної робочої партії. У 1956 році розлучилася з Юзвяком і повернулася до Бруса.

## У мистецтві
Стала прототипом одного з персонажів польського кінофільму «Іда» (2013). Фільм був відзначений премією «Оскар» Американської академії кіномистецтв у номінації «найкращий фільм іноземною мовою» 2014 р..

## См. також
- Декомунізація